# Дом специалистов (Симферополь)
Дом специалистов — конструктивистское здание, находящееся в Симферополе по адресу ул. Жуковского, 20 / ул. Самокиша, 11. Дом построен в 1935 году по проекту архитектора Павла Кржижановского.

## История
Постановлением Совета народных комиссаров СССР от 23 марта 1932 года было принято решение построить в ряде городов Советского Союза дома для специалистов (многоквартирные жилые дома повышенной комфортности). По данному плану в Симферополе должен быть построен один дом на 50 квартир. Здание в стиле конструктивизма в крымской столице в итоге было построено в 1935 году. Выполнено по индивидуальному спецпроекту с улучшенной планировкой. Архитектором выступил Павел Константинович Кржижановский (в некоторых источниках — Крыжановский) из Крымгоспроекттреста. В 1938 году он был арестован за вредительство при проектировании, шпионаж и членство в Русском общевоинском союзе. Кржижановский провёл пять лет в исправительно-трудовых лагерях, реабилитирован в 1956 году.
В 1930-х годах жильцами дома были архитекторы Павел Голландский и Вячеслав Ковальский, художники Людмила Антонова-Ковальская и Ян Бирзгал, психиатр Наум Балабан, литераторы Умер Ипчи, Шамиль Алядин, Юсуф Болат, Максуд Сулейман, музыканты Асан Рефатов, Ильяс Бахшиш, Яя Шерфединов, актёры Сервер Джетере и Нурие Джетере.
В годы Великой Отечественной войны во дворе здания находилась техника немецкой армии.
В 1983 году решением Крымского облисполкома от 21 июня 1983 года здание было признано памятником истории Симферополя на основании проживания в нём с 1937 по 1940 годы архитектора Голландского.

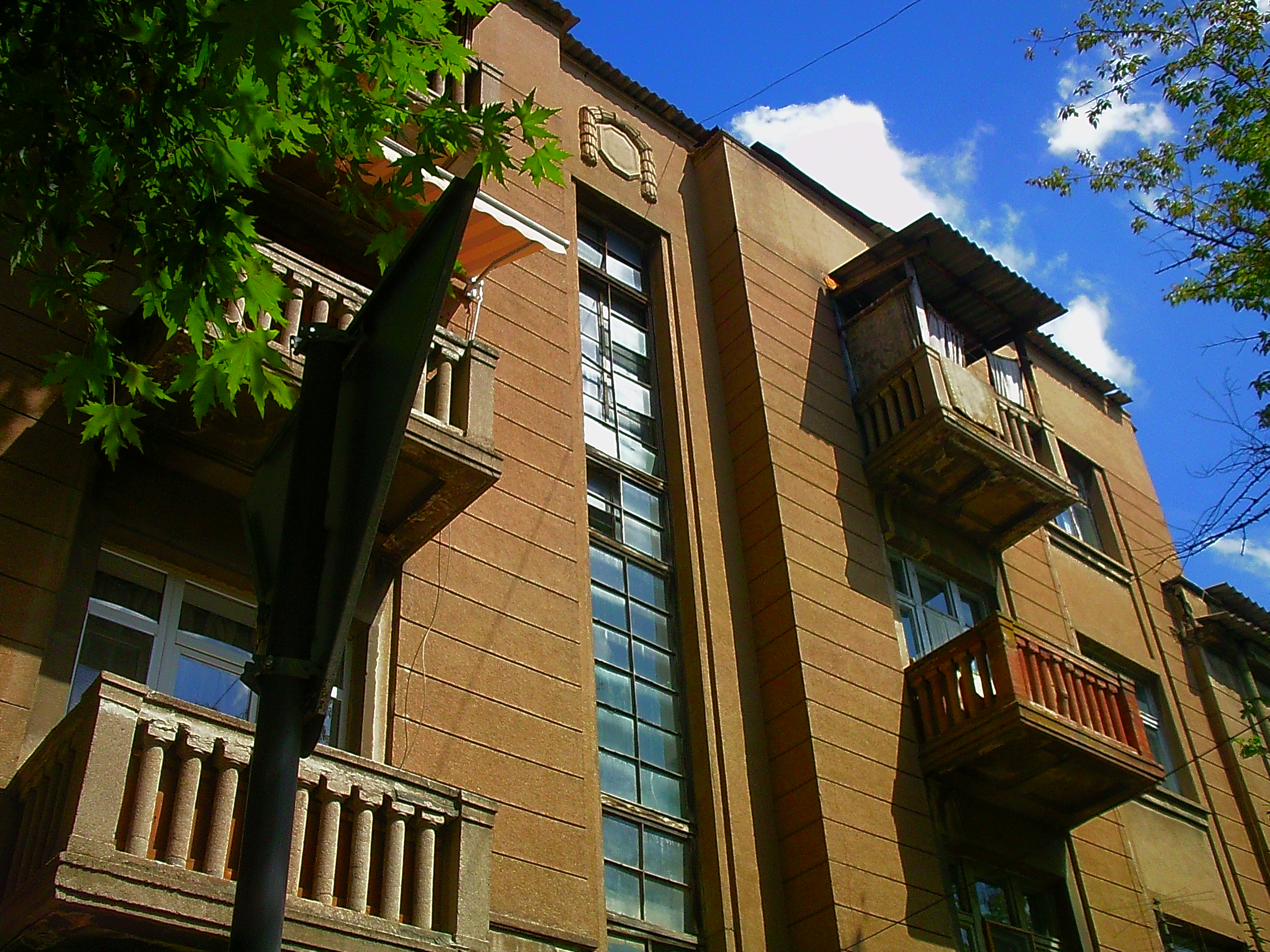
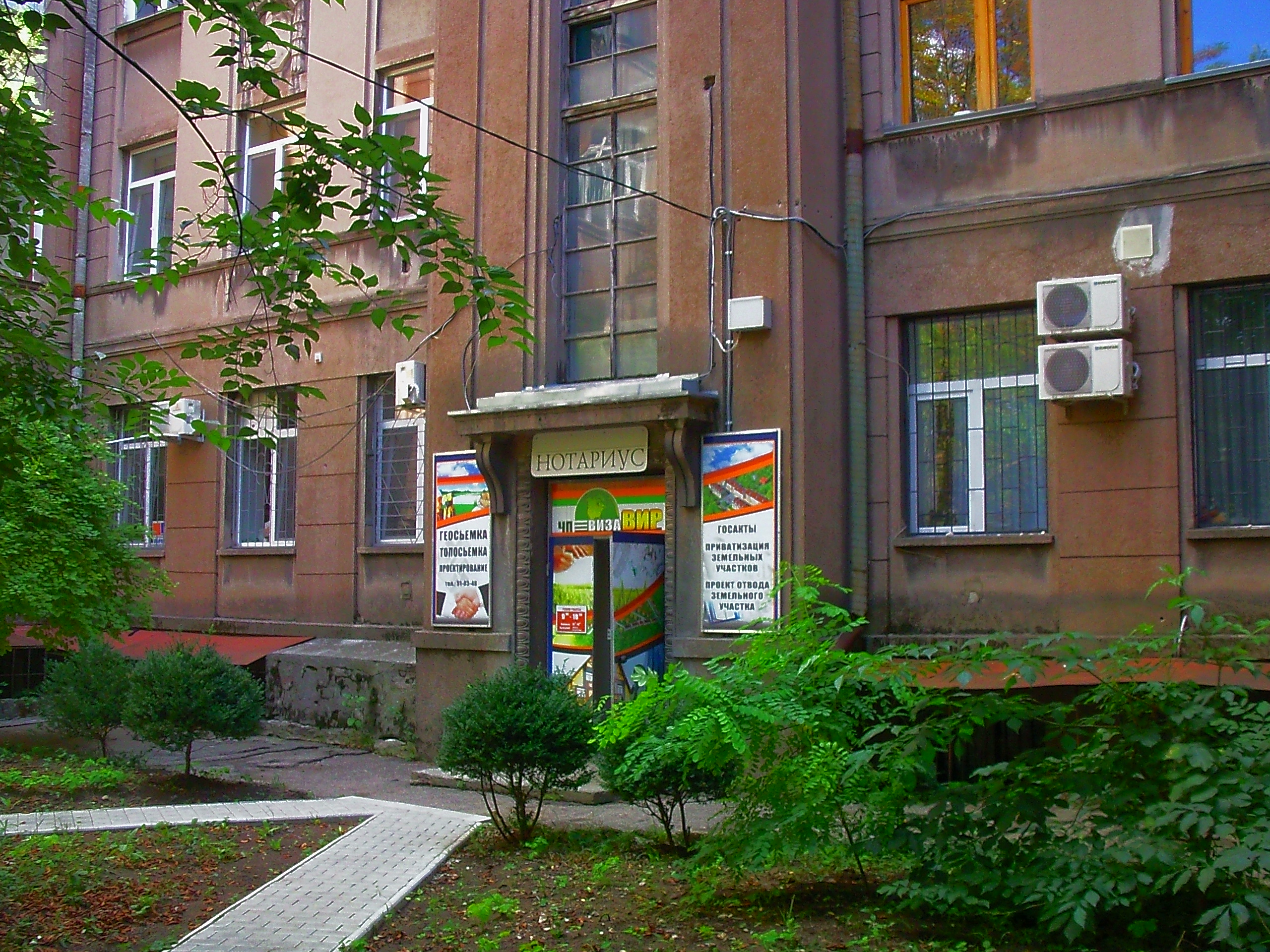
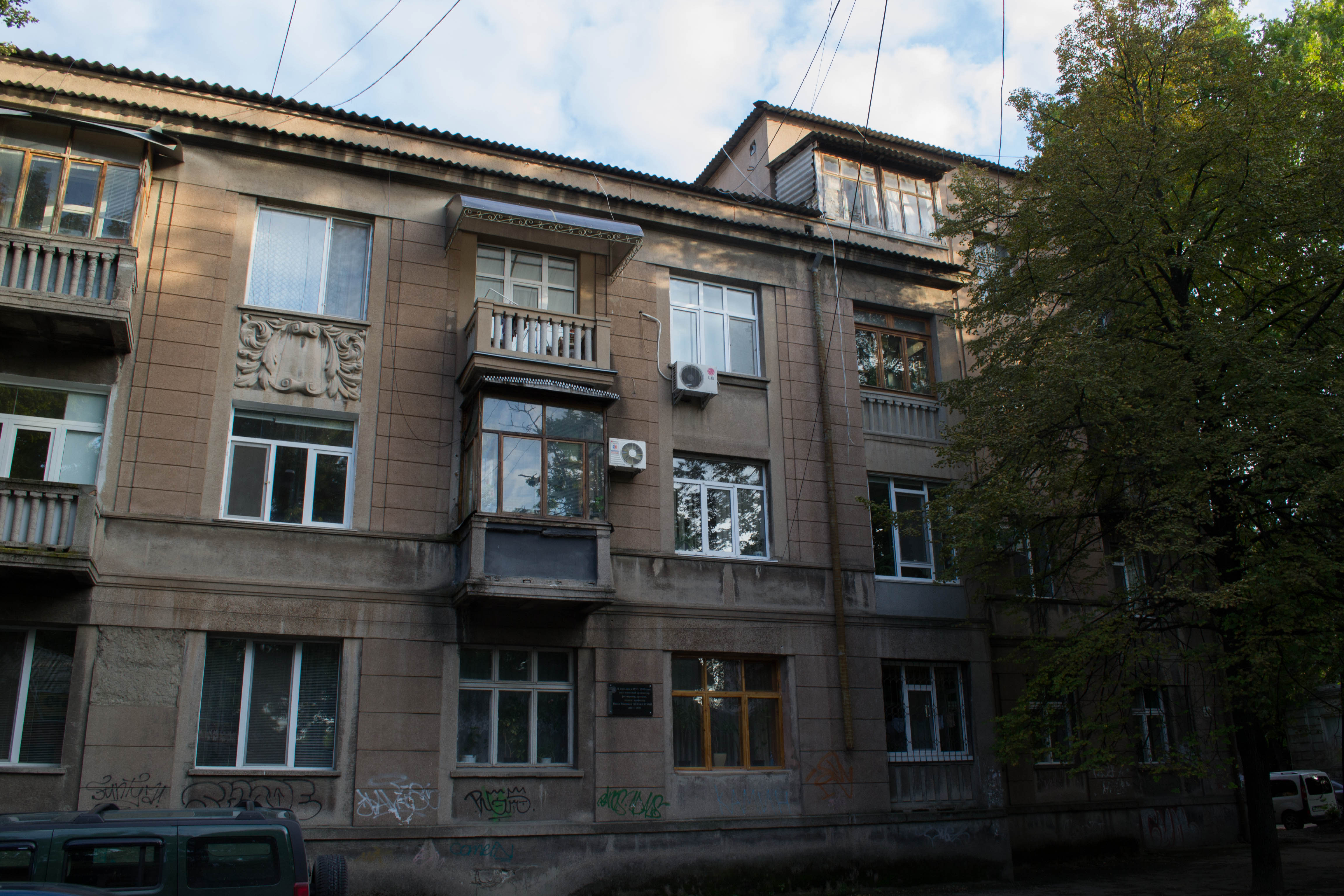

## Мемориальные доски
На стенах здания размещено четыре мемориальные таблички. Мемориальная доска в память об архитекторе Голландском, установленная 3 июля 1982 года, гласила: «В этом здании с 14 апреля 1937 г. по 6 февраля 1939 г. жил известный украинский архитектор, учёный, реставратор и краевед Павел Иванович Голландский». По инициативе историка Элеоноры Петровой 24 июня 2011 года была открыта новая табличка с текстом: «В этом доме в 1937—1939 годах жил известный архитектор, реставратор, археолог, педагог, профессор Павел Иванович Голландский (1861—1939)».
В год столетнего юбилея Алядина «Фонд имени Шамиля Алядина», который возглавляет его дочь Лейля Алядинова, установил 12 июля 2012 года памятную доску в честь писателя
25 июня 2014 года была открыта мемориальная доска в честь Героя Советского Союза Зиновия Горелика.
Кроме того, имеется доска о проживании в доме геолога Александра Слудского.

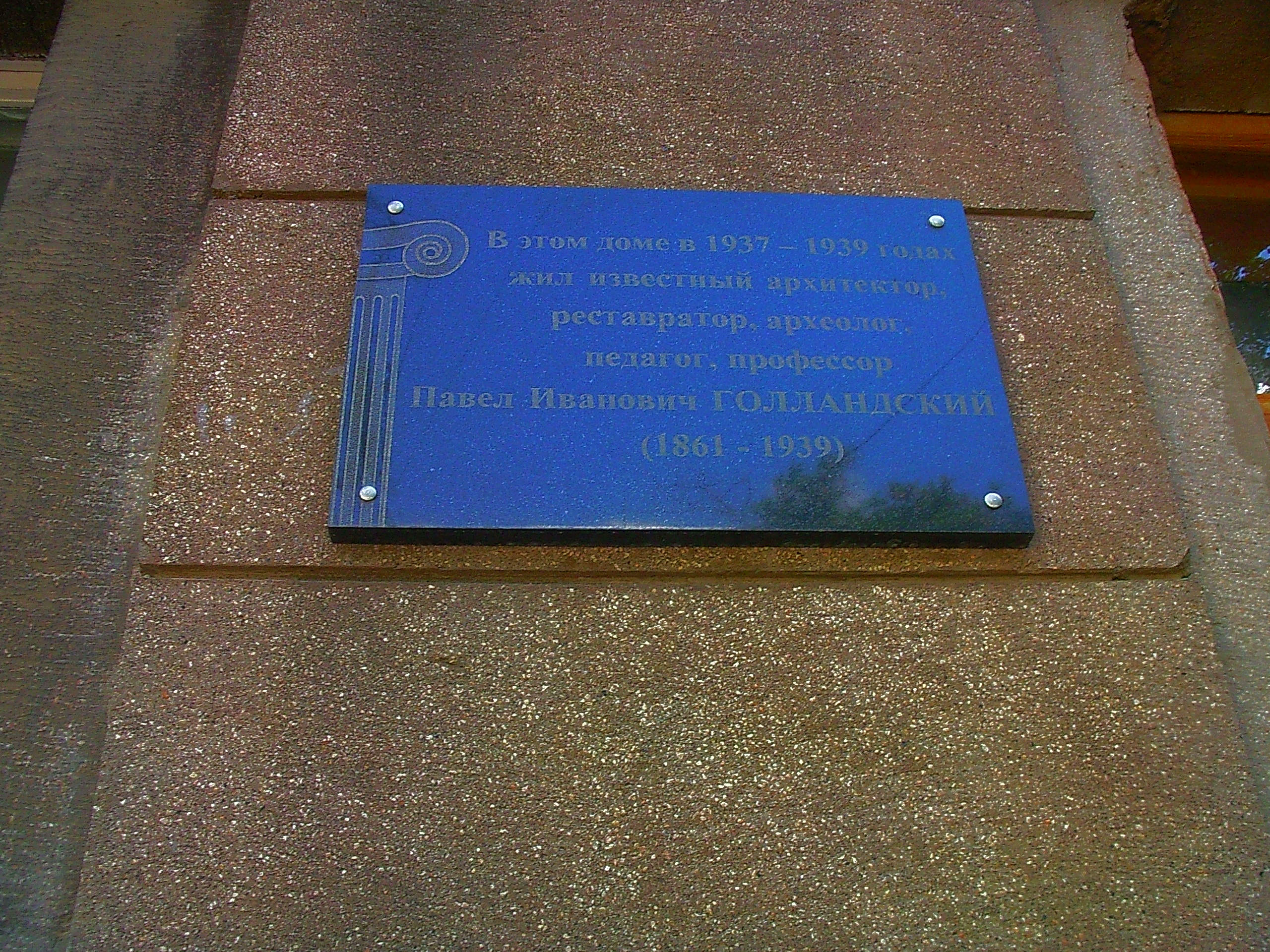
Мемориальная доска П. И. Голландскому
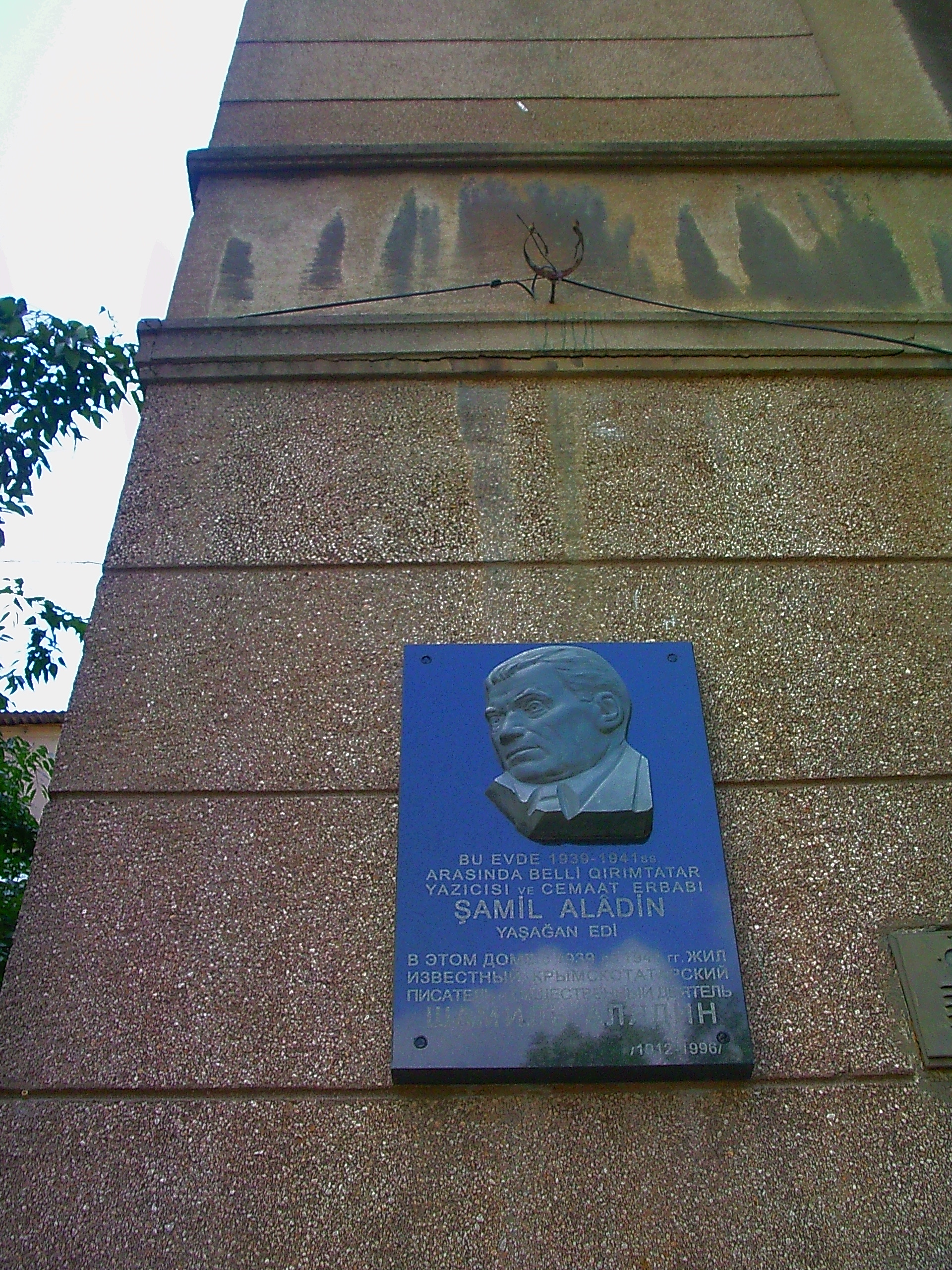
Мемориальная доска Ш. Алядину